# Angelina
L'angelina (Plectorhinchus mediterraneus) és una espècie de peix de la família dels hemúlids i de l'ordre dels perciformes.

## Morfologia
Els mascles poden assolir els 80 cm de longitud total.

## Distribució geogràfica
Es troba des de la península Ibèrica fins a Henties Bay (Namíbia), incloent-hi les Canàries. També al Mediterrani occidental.